# Albert Heijn
Albert Heijn är den största stormarknadskedjan i Nederländerna med en marknadsandel på 34,9 % (2019). Butikskedjan grundades 1887 och är en del av Ahold Delhaize sedan dess skapande 2016.

## Historia
Kedjan grundades den 27 maj 1887, då Albert Heijn köpte en livsmedelsbutik i Oostzaan av sin far Jan Heijn. Under de följande åren öppnade Heijn mer butiker i flera städer, och 1899 öppnade han ett centrallager i Zaandam. 
1895 började Heijn rosta sitt eget kaffe i en tvättstuga vid sin första butik i Oostzaan och 1910 tillkom flera andra egentillverkade föremål, däribland konfektyr, kakor och bakverk. Fram till och med 1913 tillverkades dessa produkter i ett gammalt stadshus i Zaandam. Därefter byggde man en fabrik vid det gamla stadshuset 1913.
Kedjan blev börsnoterad 1948 och genomgick två stora förändringar på 1950-talet. Den första förändringen var 1952, då man introducerade självbetjäningsbutiker. Och den andra förändringen var 1955, med öppnandet av deras första stormarknad.
Kedjan kom att bli störst i Nederländerna genom ett flertal företagsförvärv. Några noterbara uppköp är Van Amerongen (1950), Simon de Wit (1972), och C1000 (2008, och delvis 2012).
Ahold NV grundades den 27 augusti 1973 och Albert Heijn blev då en del av det. 
Holdingbolaget gjorde det blev lättare för Alber Heijn att ge sig ut på den internationella marknaden. Senare under samma år i oktober förvärvade man Etos och gjorde om några butiker till Albert Heijns medan resten förblev apotek under Ahold.
Under 2007 öppnade Albert Heijn en butik på Curaçao, denna butik förblev öppen till 2016, då ett annat företag tog över butiken. Företaget gick även in på den belgiska marknaden 2011, då de öppnade en butik i Brasschaat. Trots sammanslagningen av Ahold och Delhaize 2016 så förblev Albert Heijn aktiv i Belgien och har för närvarande 60 butiker i landet. Efter Curaçao och Belgien gick företaget in på den tyska marknaden med sina AH To Go butiker. Denna satsning stoppades emellertid 2018.

## Organisation
Sedan 1899 har kedjan sitt huvudkontor i Zaandam, även deras moderbolag, Ahold Delhaize,  finns här. Kedjan driver sex distributionscenter i Nieuwegein, Geldermalsen, Zaandam, Tilburg, Pijnacker och Zwolle. Det driver också sju "Home Shop Centers" i Almere, Eindhoven, Rotterdam, De Meern, Amsterdam, Oosterhout, och Bleiswijk.